# بیلی یورک
 بیلی یورک (انگلیسی: Billie Yorke؛ زاده ۱۹ دسامبر ۱۹۱۰ درگذشته ۹ دسامبر ۲۰۰۰) یک تنیس‌باز اهل بریتانیا بود.